# Twenty Good Years
Twenty Good Years (br: A Melhor Idade) foi uma série de televisão produzida pela NBC no ano de 2006.

## Elenco
- Jeffrey Tambor
- John Lithgow
- Heather Burns
- Jake Sandvig